# Rue Éginhard
Rue Éginhard je malá ulice v Paříži v historické čtvrti Marais. Nachází se ve 4. obvodu. Nese jméno středověkého kronikáře Eginharda (770–840), který zachytil život Karla Velikého, po něm že pojmenována sousední Rue Charlemagne.

## Poloha
Ulice vede od křižovatky s Rue Saint-Paul a končí na křižovatce s Rue Charlemagne.

## Historie
První písemná zmínka o této ulici pochází ze seznamu plateb ke kostelu Saint-Éloi z roku 1367, kde je označena pod názvem Ruelle Saint-Paul. Neobvyklý je její název Rue Neuve Sainte-Anastase, protože je mnohem starší než Rue Sainte-Anastase, která byla otevřena v roce 1620. Současný název nese od 24. srpna 1864.
Rue Éginhard je malá zahnutá ulice, která si uchovala svůj vzhled ze 17. a 18. století. Její šířka je pouhé tři metry, má dláždění se stružkou uprostřed pro odvod vody a kamenné patníky, které chránily chodce před povozy.